# Amadou Lamine Sall
Pour les articles homonymes, voir Sall.
Amadou Lamine Sall, né le 26 mars 1951 à Kaolack (Sénégal), est l'un des poètes majeurs de l’Afrique francophone contemporaine. Léopold Senghor a dit de lui qu’il était le poète le plus doué de sa génération. Il est récipiendaire de l'édition 2018 du Prix Tchicaya U Tam'si pour la poésie africaine.

## Biographie
Né en 1951 à Kaolack, Amadou Lamine Sall est le Fondateur de la Maison africaine de la poésie internationale, et il préside aux destinées de la Biennale internationale de poésie à Dakar, au Sénégal. 
Lauréat en 1991 du Prix du rayonnement de la langue et de la littérature françaises décerné par l'Académie française, il est l'auteur de nombreuses anthologies de poésie qui ont été traduites en plusieurs langues. En octobre 2008 il a écrit plusieurs poèmes sur Arthur Rimbaud alors qu'il était en résidence au sein de la Maison Rimbaud à Charleville-Mézières, grande capitale mondiale pour les poètes.
Amadou Lamine Sall écrit toujours ses poèmes en vers libres, avec très peu de ponctuation.
La poésie d'Amadou Lamine Sall figure au programme de nombreuses universités dans le monde. Son écriture fait également l'objet de plusieurs thèses de doctorat.

## Œuvres
- Mante des aurores, Nouvelles Éditions Africaines du Sénégal, 1979.
- Comme un iceberg en flammes, Nouvelles Éditions Africaines du Sénégal, 1982.
- Femme fatale et errante ou  Locataire du néant, Nouvelles Éditions Africaines du Sénégal, 1988.
- Kamandalu, Nouvelles Éditions Africaines du Sénégal, 1990.
- Anthologie des poètes du Sénégal, Édition le Cherche Midi.
- Nouvelle Anthologie de la poésie nègre et malgache de langue française avec Charles Carrère, Éditions Simoncini.
- Regards sur la Francophonie, Éditions Maguilen, 1991.
- J'ai mangé tout le pays de la nuit suivi de Problématique d'une nouvelle poésie africaine de langue française : Le long sommeil des épigones, Nouvelles Éditions Africaines du Sénégal, 1994.
- Le Prophète ou le cœur aux mains de pain, Éditions Feu de brousse, 1997.
- Amantes d'Aurores, Éditions Les Écrits des Forges (Québec) en coédition avec les Éditions Feu de brousse (Sénégal), 1998.
- Odes nues, Éditions En Vues, 1998.
- Les veines sauvages, Éditions Le Corbet, 2001.
- Noces célestes pour Léopold Sédar Senghor, Éditions Feu de brousse, 2004.
- Poèmes d'Afrique pour enfants, Anthologie, Édition le Cherche Midi. 2004
- Colore d’estasi. Antologia poetica, Trieste, Franco PuzzoEditore, 2005 (Prix international de poésie de Trieste 2004)
- Ailleurs - Episode I: Charleville-Mézières 2008 : une année en poésie, poésie (collectif), éd. Musée Rimbaud, Charleville-Mézières, 2009
- Le Rêve du Bambou, Éditions Feu de brousse, 2010.
- Les Noces de ma mère, Éditions feu de brousse 2021

### Filmographie
- Interview dans La Grande Librairie à Dakar, émission spéciale de la Semaine de la langue française, diffusée sur France 5 le 19 mars 2009